# Listă de fizicieni

## Fizicieni români
- George (Gogu) Constantinescu - România, Marea Britanie (1881-1965)
- Radu Grigorovici (1911-2008)
- Ștefan Procopiu (1890-1972)
- Șerban Țițeica (1908-1985)
- Horia Hulubei ( 1896-1972 )

## Fizicieni străini

### Înainte de1800
- Arhimede - Siracuza (circa 287 - 212 î.Hr.)
- Isaac Newton - Anglia (1643-1727)
- Anders Celsius-Suedia (1701-1744)
- Benjamin Franklin - SUA (1704-1790)

### Fizicieni aisecolului al XIX-lea
- Giovanni Aldini - Italia (1762-1834)
- Ludwig Boltzmann - Austria (1844-1906)
- Hans Christian Oersted - (1777-1851)
- Charles Coulomb - (1736-1806)
- Michael Faraday - Anglia (1791-1867)
- James Clerk Maxwell - Anglia (1831-1879)

### Fizicieni aisecolului al XX-lea
- Wilhelm Conrad Röntgen (1845-1923)
- Niels Bohr -
- Max Born -
- Louis de Broglie (1892 - 1987)
- Thomas Towsend Brown - SUA (1905-1985)
- Pierre Curie - Franța (1859-1906)
- Albert Einstein - Elveția, SUA (1879-1955)
- Enrico Fermi - Italia, SUA (1901-1954)
- Richard Feynman - SUA (1918-1988)
- Stephen Hawking - Anglia (1942- 2018)
- Siegfried S. Hecker - SUA (1932-)
- Werner Heisenberg -
- Wolfgang Pauli -
- Max Planck - Germania (1858-1947)
- Erwin Schrödinger